# OBD
Palubní diagnostika OBD (z anglického On-board diagnostics) je termín pro různé standardy pro elektronickou diagnostiku automobilů. V současnosti (2024) se tímto pojmem rozumí prakticky výhradně protokol OBD-II (On-Board Diagnostics) definovaný normami ISO9141, J1962, J1850 a ISO-15765.
Primární výhodou toho je, že systémy OBD poskytují majiteli vozidla nebo servisnímu technikovi přístup ke stavu různých subsystémů vozidla. Množství diagnostických informací dostupných prostřednictvím OBD se od jeho zavedení na počátku 80. let minulého století ve verzích palubních počítačů vozidel značně měnilo. Dřívější verze OBD jednoduše rozsvítily kontrolku poruchy (MIL) pokud byl zjištěn problém, ale neposkytly žádné informace o povaze problému. Moderní implementace OBD využívají standardizovaný digitální komunikační port k poskytování dat v reálném čase navíc ke standardizované sérii diagnostických poruchových kódů nebo DTC, které umožňují osobě rychle identifikovat a odstranit poruchy ve vozidle.

## Historie
Světoví výrobci automobilů vyvinuli vlastní diagnostické přístroje (testery) pro efektivní komunikaci s řídícími jednotkami vozidel, což je klíčové pro diagnostiku a údržbu vozidel. Tyto přístroje jsou povinné pro autorizované servisy konkrétních značek, ale jejich nákladnost může omezovat přístup pro běžné uživatele. Historicky byly často využívány čtečky pro jednoduché čtení a mazání závad, avšak tato jednoúčelová zařízení poskytovala pouze omezené informace a nepřinášela kompletní diagnostické řešení. Od roku 2000 platí jednotná norma OBD-II (On Board Diagnostics) a její evropská verze EOBDII, což umožňuje standardizovanou diagnostiku motorů. Tato diagnostika zahrnuje důležité funkce, jako je čtení a mazání závad, čtení měřených hodnot a testování komponentů, což přispívá k efektivnímu monitorování a údržbě vozidel. 
Vývoj od předešlé normy OBDI k OBDII přinesl potřebnou standardizaci, avšak stále existují rozmanité hardwarové protokoly, které vyžadují odpovídající adaptéry pro diagnostické účely. Další inovací se stalo měření napětí jednotlivých snímačů, což umožňuje univerzální diagnostiku nezávislou na tovární značce. Tato nová diagnostika, podporovaná digitálním osciloskopem, nabízí přesné měření napěťových signálů a výrazně usnadňuje rychlé vyhledávání závad v elektronice vozidel. Je však důležité poznamenat, že tato metoda neumožňuje přímou komunikaci s řídící jednotkou. Vývoj od OBDI k současnému EOBD reflektuje potřeby automobilové diagnostiky, kde standardizace protokolů usnadňuje kontrolu chodu motoru a monitorování emisních normativů. EOBD sleduje funkčnost snímačů a akčních členů ovlivňujících emise výfukových plynů s použitím standardizovaných protokolů, což zajišťuje globální shodu v diagnostice automobilů.

## Diagnostika OBD-II

### Konektor
Standard SAE J1962 zavádí jednotnou 16 pinovou diagnostickou zásuvku, která musí být v každém vozidle umístěna z místa přístupného řidiči, nejdále však 50 cm od volantu.

Konektor podle standardu OBD-II typu A, samice

Konektor podle standardu OBD-II typu B, samice

| Zapojení pinů | Zapojení pinů  | Zapojení pinů | Zapojení pinů                                    |
| ------------- | -------------- | ------------- | ------------------------------------------------ |
| 1             | Podle výrobce  | 9             | Podle výrobce                                    |
| 2             | Sběrnice +     | 10            | Sběrnice -                                       |
| 3             | Podle výrobce  | 11            | Podle výrobce                                    |
| 4             | Kostra         | 12            | Podle výrobce                                    |
| 5             | Signálová nula | 13            | Podle výrobce                                    |
| 6             | CAN high       | 14            | CAN low                                          |
| 7             | K-line         | 15            | L-line                                           |
| 8             | Podle výrobce  | 16            | Napětí baterie +12 V pro typ A / +24 V pro typ B |

### Převodník
Pro připojení je zpravidla používán převodník s čipem ELM327, který umožňuje přístup pomocí diagnostické aplikace na PC nebo chytrém telefonu, připojeném přes USB, RS-232, Bluetooth nebo Wi-Fi.

### Základní funkce

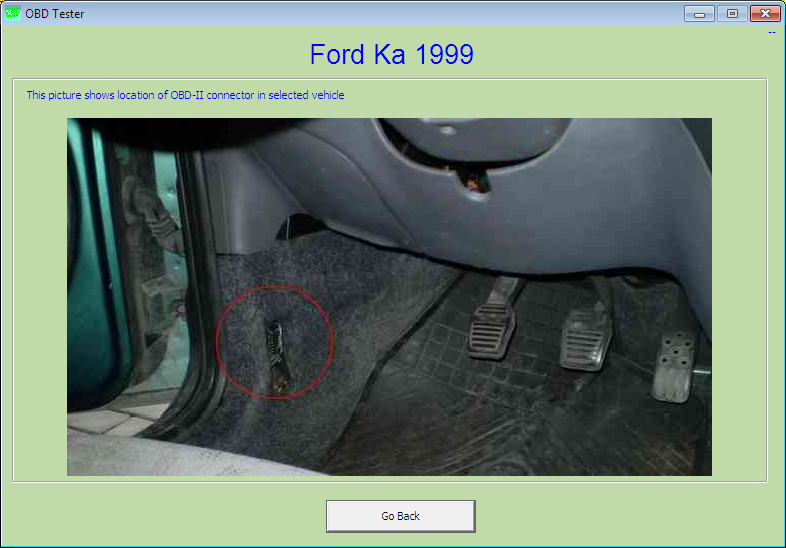
Příklad umístění OBD-II zásuvky

OBD-II diagnostika poskytuje následující funkce:.
- Mód 1: Měřené hodnoty, stav OBD-II, readiness kód
- Mód 2: Freeze frame
- Mód 3: Chybové kódy
- Mód 4: Výmaz chybových kódů
- Mód 5: Test lambda sond
- Mód 6: Nesouvisle monitorované testy
- Mód 7: Chybové kódy
- Mód 8: Akční členy
- Mód 9: Informace o vozidle (VIN kód, kalibrace, atd).
- Mód 10/0xA: Chybové kódy uložené v EEPROM

Ukázky OBD-II diagnostiky na PC:
|  |  |  |

### Rozšířené funkce
Nad rámec shora uvedených norem jsou běžně používány další normy definující další funkce OBD-II diagnostiky, případně rozšíření specifické pro výrobce (které nejsou definovány žádnou veřejnou normou).
Standardizovaná rozšíření
- SAE J1979
- SAE J2190

Rozšíření výrobců vozidel
Každý výrobce může využít určitých funkcí OBD-II diagnostiky pro své vlastní testy a rozšíření. V praxi téměř každý automobil obsahuje funkce, které jdou nad rámec OBD-II norem a nejsou běžnými OBD-II nástroji dostupné (např. nastavování různých parametrů vozidla, kódování immobilizéru, regenerace DPF filtru, apod.)